# Souimanga à menton gris
Anthreptes tephrolaemus
Espèce
Statut de conservation UICN

LC : Préoccupation mineure
Le Souimanga à menton gris (Anthreptes tephrolaemus) est une espèce de passereaux de la famille des Nectariniidae.

## Répartition
Son aire s'étend à travers l'Afrique équatoriale (à l'est du Dahomey Gap).